# 井上縫太郎
井上 縫太郎（いのうえ ぬいたろう、1875年〈明治8年〉1月1日 -昭和18年6月25日）は、日本の柔術家である。本姓は忰田であるが、井上敬太郎の娘婿となり井上姓を継いだ。

## 経歴
1875年1月1日（明治8年）に群馬県碓氷郡里見村で忰田市左衛門の三男として生まれた。忰田家の祖先は里見義俊に仕えていたが、里見が没落した後は郷士として祖父の代まで名主を勤めていた。
井上縫太郎は郷里の尋常高等小学校を卒業した後、坂鼻町の漢学者である上杉盤根に就いて漢学を学んだ。同じく峯岸弥三郎から霞新流、天神真楊流を学び、武道を以て身を立てる決心を起し1895年（明治28年）に東京へ来て小石川の講道館に入門した。その傍ら医学専門学校である本郷湯島の済生学舎に入学し医学を修めた。
上京三年目の22歳の時に天神真楊流師範の井上敬太郎に懇望され娘婿となり忰田姓を捨て井上姓を継いだ。
講道館柔道入門以前に霞新流を後に天神真楊流を学ぶ。
警視庁及び巣鴨監獄、東京美術学校等の柔道教授を歴任。東京市本郷区湯島同朋町にあった井上敬太郎柳均斎源正房の修心館道場を受け継ぎ天神真楊流を教授した。
1925年6月（大正14年）大日本武徳会より柔道教士を授かる。また同年に大日本柔道整復師会の会長となった。1927年（昭和2年）後任として双水執流の松井百太郎を推薦して会長を辞任した。1941年（昭和16年）に講道館で行われた「故嘉納先生三年祭演武大会奉納演武」では、同門の戸張瀧三郎と天神真楊流、安中寅三郎、関口孝五郎と霞新流柔術を演武している。また、1943年（昭和18年）の「故嘉納先生五年祭奉納演武」では天神真楊流を宮本半蔵と演じている。
講道館柔道は七段であった。